# Tipula subtestata
Tipula subtestata är en tvåvingeart som beskrevs av Alexander 1938. Tipula subtestata ingår i släktet Tipula och familjen storharkrankar. Inga underarter finns listade i Catalogue of Life.